# Discografia de Babado Novo
A discografia do Babado Novo compreende dois álbuns de estúdio, seis álbuns ao vivo e cinco coletâneas. Formado originalmente em 2001 com Claudia Leitte nos vocais o grupo ganhou repercussão em todo o Brasil a partir de 2003, extraindo sucessos como "Eu Fico", "Safado, Cachorro, Sem-Vergonha", "Bola de Sabão", "Insolação do Coração" e "Doce Paixão". Em 2008, com a saída de Cláudia, assumiram os vocais Guga de Paula – antigo vocalista do Psirico – e Igor Di Ferreira, em uma fase instável que teve o lançamento apenas um de um álbum, Tudo Novo no Babado Novo e sucessos como "Perto do Coração" e "Tchau, Bye Bye". 
Em 2011 Guga deixou a banda por divergências com Igor e, em 2012, o segundo vocalista acabou sendo dispensado e substituído por Mari Antunes.

## Álbuns

### Álbuns de estúdio
| Álbum                 | Detalhes                                                                                     | Vendas      | Certificações |
| --------------------- | -------------------------------------------------------------------------------------------- | ----------- | ------------- |
| O Diário de Claudinha | - Lançamento: 30 de novembro de 2005 - Formatos: CD - Gravadora: Universal                   | - : 350.000 | - PMB: Ouro   |
| Ver-te Mar            | - Lançamento: 19 de novembro de 2006 - Formatos: CD, download digital - Gravadora: Universal | - : 120.000 | - PMB: Ouro   |

### Álbuns ao vivo
| Álbum                        | Detalhes                                                                                       | Vendas      | Certificações |
| ---------------------------- | ---------------------------------------------------------------------------------------------- | ----------- | ------------- |
| Babado Novo                  | - Lançamento: 11 de maio de 2002 - Formatos: CD - Gravadora: Poly Music • Universal            | - : 500.000 | - PMB: Ouro   |
| Sem-Vergonha                 | - Lançamento: 3 de dezembro de 2003 - Formatos: CD - Gravadora: Universal                      | - : 100.000 | - PMB: Ouro   |
| Uau! Ao Vivo em Salvador     | - Lançamento: 21 de dezembro de 2004 - Formatos: CD - Gravadora: Universal                     | - : 100.000 | - PMB: Ouro   |
| Tudo Novo no Babado Novo     | - Lançamento: 14 de julho de 2010 - Formatos: CD, download digital - Gravadora: Universal      | - : 35.000  |               |
| Colou Bateu Ficou: Ao Vivo   | - Lançamento: 8 de outubro de 2013 - Formatos: CD, download digital - Gravadora: Independente  |             |               |
| Ao Vivo no Pelourinho        | - Lançamento: 20 de janeiro de 2015 - Formatos: CD, download digital - Gravadora: Universal    |             |               |
| 20 Anos: Ao Vivo em Salvador | - Lançamento: 27 de janeiro de 2023 - Formatos: CD, download digital - Gravadora: Independente |             |               |

### Extended plays(EPs)
| Álbum                          | Detalhes                                                                                 |
| ------------------------------ | ---------------------------------------------------------------------------------------- |
| Estúdio Coca-Cola (com CPM 22) | - Lançamento: 6 de fevereiro de 2008 - Formatos: Download digital - Gravadora: Universal |
| Uau! Babado Novo Ao Vivo       | - Lançamento: 5 de setembro de 2008 - Formatos: Download digital - Gravadora: Universal  |
| Ver-te Mar Ao Vivo             | - Lançamento: 5 de setembro de 2008 - Formatos: Download digital - Gravadora: Universal  |
| Colou Bateu Ficou              | - Lançamento: 30 de julho de 2013 - Formatos: Download digital - Gravadora: Independente |
| Na Onda do Babado              | - Lançamento: 13 de novembro de 2015 - Formatos: Download digital - Gravadora: Universal |
| Verão do Babado                | - Lançamento: 11 de junho de 2021 - Formatos: Download digital - Gravadora: Independente |

### Coletâneas
| Álbum               | Detalhes                                                                                 |
| ------------------- | ---------------------------------------------------------------------------------------- |
| Novo Millennium     | - Lançamento: 14 de setembro de 2005 - Formatos: CD - Gravadora: Universal               |
| Réveillon do Babado | - Lançamento: 13 de dezembro de 2006 - Formatos: Download digital - Gravadora: Universal |
| Alegria e Sucessos  | - Lançamento: 2008 - Formatos: CD - Gravadora: Seleções Music                            |
| Sem Limite          | - Lançamento: 11 de agosto de 2008 - Formatos: CD - Gravadora: Universal                 |
| Essencial           | - Lançamento: 25 de março de 2010 - Formatos: CD - Gravadora: Som Livre                  |

### Álbuns de vídeo
| Álbum                        | Detalhes                                                                                       | Certificações   |
| ---------------------------- | ---------------------------------------------------------------------------------------------- | --------------- |
| Uau! Ao Vivo em Salvador     | - Lançamento: 21 de dezembro de 2004 - Formatos: DVD - Gravadora: Universal                    | - PMB: Diamante |
| Ver-te Mar                   | - Lançamento: 17 de setembro de 2007 - Formatos: DVD - Gravadora: Universal                    | - PMB: Ouro     |
| Tudo Novo no Babado Novo     | - Lançamento: 14 de julho de 2010 - Formatos: DVD - Gravadora: Universal                       |                 |
| Ao Vivo no Pelourinho        | - Lançamento: 20 de janeiro de 2015 - Formatos: DVD - Gravadora: Universal                     |                 |
| 20 Anos: Ao Vivo em Salvador | - Lançamento: 27 de janeiro de 2023 - Formatos: CD, download digital - Gravadora: Independente |                 |

## Singles

### Como artista principal
| Título                                                      | Ano  | Certificações | Álbum                         |
| ----------------------------------------------------------- | ---- | ------------- | ----------------------------- |
| "Cai Fora"                                                  | 2002 |               | Babado Novo                   |
| "Amor Perfeito"                                             | 2003 |               | Babado Novo                   |
| "Canudinho"                                                 | 2003 |               | Babado Novo                   |
| "Safado, Cachorro, Sem-Vergonha"                            | 2003 | - : Platina   | Sem-Vergonha                  |
| "Eu Fico"                                                   | 2004 |               | Sem-Vergonha                  |
| "Lirirrixa"                                                 | 2004 |               | Sem-Vergonha                  |
| "Doce Desejo"                                               | 2004 |               | Uau! Ao Vivo em Salvador      |
| "Me Chama de Amor"                                          | 2005 |               | Uau! Ao Vivo em Salvador      |
| "Caranguejo"                                                | 2005 |               | Uau! Ao Vivo em Salvador      |
| "Bola de Sabão"                                             | 2005 | - : Diamante  | O Diário de Claudinha         |
| "A Camisa e o Botão"                                        | 2006 |               | O Diário de Claudinha         |
| "Piriripiti"                                                | 2006 |               | O Diário de Claudinha         |
| "Insolação do Coração"                                      | 2006 |               | Ver-te Mar                    |
| "Doce Paixão"                                               | 2007 | - : Diamante  | Ver-te Mar                    |
| "Pensando em Você"                                          | 2007 |               | Ver-te Mar                    |
| "Me Diga"                                                   | 2008 |               | não adicionado à nenhum álbum |
| "Encontro de Amor"                                          | 2009 |               | não adicionado à nenhum álbum |
| "Perto do Coração"                                          | 2010 |               | Tudo Novo no Babado Novo      |
| "Tchau, Bye Bye"                                            | 2010 |               | Tudo Novo no Babado Novo      |
| "Saudade"                                                   | 2011 |               | não adicionado à nenhum álbum |
| "Tá Faltando Você"                                          | 2011 |               | não adicionado à nenhum álbum |
| "Namorar"                                                   | 2012 |               | Colou Bateu Ficou: Ao Vivo    |
| "Colou, Bateu, Ficou"                                       | 2013 |               | Colou Bateu Ficou             |
| "15 Mil por Mês"                                            | 2013 |               | Colou Bateu Ficou             |
| "Swing Louco"                                               | 2014 |               | não adicionado à nenhum álbum |
| "Você não Presta"                                           | 2014 |               | Ao Vivo no Pelourinho         |
| "Arrocha no Chão"                                           | 2015 |               | Ao Vivo no Pelourinho         |
| "Descidinha"                                                | 2015 |               | Na Onda do Babado             |
| "Enrolação"                                                 | 2016 |               | não adicionado à nenhum álbum |
| "Na Concentração"                                           | 2017 |               | não adicionado à nenhum álbum |
| "Molinha"                                                   | 2017 |               | Verão do Babado               |
| "Quem Bota É Ela"                                           | 2019 |               | não adicionado à nenhum álbum |
| "Pode Entrar" (part. Claudia Leitte)                        | 2019 |               | não adicionado à nenhum álbum |
| "Geral Vai no Chão"                                         | 2020 |               | não adicionado à nenhum álbum |
| "Menina Veneno"                                             | 2021 |               | não adicionado à nenhum álbum |
| "Tu Gosta do Meu Toma Toma" (part. MC Danny e Gabi Martins) | 2022 |               | 20 Anos: Ao Vivo em Salvador  |
| "Arrastando o Shorts" (part. Gabily)                        | 2022 |               | 20 Anos: Ao Vivo em Salvador  |
| "Passaporte do Amor" (part. Durval Lelys)                   | 2023 |               | 20 Anos: Ao Vivo em Salvador  |

### Como artista convidado
| Título                                                       | Ano  | Álbum                         |
| ------------------------------------------------------------ | ---- | ----------------------------- |
| "Vem Fazer o Pam Pam Pam" (Ivis e Carraro part. Babado Novo) | 2013 | não adicionado à nenhum álbum |
| "Mais Brigas, Menos Amor" (Nando part. Babado Novo)          | 2015 | não adicionado à nenhum álbum |
| "Safada e Fria" (Carol Bambo part. Babado Novo)              | 2021 | não adicionado à nenhum álbum |

### Singlespromocionais
| Título                         | Ano  | Álbum                         |
| ------------------------------ | ---- | ----------------------------- |
| "Uau"                          | 2005 | Uau! Ao Vivo em Salvador      |
| "Despenteia"                   | 2006 | O Diário de Claudinha         |
| "Frenesi, Taba, Namoro"        | 2020 | Não adicionado à nenhum álbum |
| "Te Amar É Preciso (Peixinho)" | 2021 | Não adicionado à nenhum álbum |
| "Me Abraça e Me Beija"         | 2021 | Não adicionado à nenhum álbum |

## Outras aparições
| Título                         | Ano  | Álbum                                 |
| ------------------------------ | ---- | ------------------------------------- |
| "Quando"                       | 2005 | Um Barzinho, um Violão - Jovem Guarda |
| "De Janeiro a Janeiro"         | 2006 | Axé Bahia 2006                        |
| "Nada Mais"                    | 2006 | Mulheres Unidas Pela Vida             |
| "Te Amar É Preciso (Peixinho)" | 2006 | Na Galera                             |
| "Pai Nosso"                    | 2007 | Tributo das Estrelas Pelo Bem         |
| "Um Dom"                       | 2007 | Tributo das Estrelas Pelo Bem         |
| "Lindinalva"                   | 2012 | Gabriela                              |
| "Vai Tomar Gelinho"            | 2014 | Axé Bahia 2014                        |
| "Você Subia                    | 2017 | Axé Bahia 2017                        |

## Videoclipes
| Canção             | Ano  | Diretor       | Álbum                    | Notas   |
| ------------------ | ---- | ------------- | ------------------------ | ------- |
| "Amor Perfeito"    | 2003 | Toth Brondi   | Babado Novo              |         |
| "Doce Desejo"      | 2005 | Wesley Rangel | Uau! Ao Vivo em Salvador | ao vivo |
| "Me Chama de Amor" | 2005 | Wesley Rangel | Uau! Ao Vivo em Salvador | ao vivo |
| "Bola de Sabão"    | 2006 | Toth Brondi   | O Diário de Claudinha    |         |
| "Doce Paixão"      | 2007 | Toth Brondi   | Ver-te Mar               |         |
| "Lindinalva"       | 2012 | —             | Babado de Novo           |         |
| "Namorar"          | 2012 | —             | Babado de Novo           |         |
| "15 Mil por Mês"   | 2013 | —             | Colou, Bateu, Ficou      |         |
| "Arrocha no Chão"  | 2015 | —             | Ao Vivo no Pelourinho    | ao vivo |